# Neuendorf am Damm
Neuendorf am Damm este o comună în Saxonia-Anhalt, Germania
1. ↑  GeoNames